# ثوم أسمر
ثوم أسمر (الاسم العلمي: Allium fuscum) هو نوع من النباتات يتبع جنس الثوم من الفصيلة النرجسية.